# 第4外人連隊
第4外人連隊（だいよんがいじんれんたい、4e régiment étranger：4e RE）は、オード県カステルノダリに駐屯する、外人部隊総司令部隷下のフランス陸軍の管理連隊である。
兵種は各種、伝統的区分は外人部隊である。

## 任務
外人部隊における、新兵への約4ヶ月間の基礎軍事訓練が行われ、下士官への昇進訓練や各種専門教育も第4外人連隊で行われる。
入隊後の最初の契約期限は5年であり、本人が希望すれば契約期間終了後も6ヶ月から5年の期間で契約を継続することができる。

## 沿革
- 1920年：モロッコにて連隊が創設される。
- 1941年：第4外人准旅団に改編される。
- 1946年：第一次インドシナ戦争に参加。（～1954年まで）
- 1948年：第4外人歩兵連隊となる。
- 1954年：アルジェリア戦争に参加。（～1962年まで）
- 1964年：レガーヌ核実験場の閉鎖とともに連隊は解散される。
- 1976年：カステルノダリにて連隊は再編成される。

## 部隊編成
- 連隊本部
- 第1新兵教育中隊
- 第2新兵教育中隊
- 第3新兵教育中隊
- 第4下士官教育中隊
  - 伍長訓練課程A、B、C小隊、軍曹訓練課程A、B小隊、軍曹歩兵戦闘課程（CT1　00）
- 第5専門技能教育中隊
  - 通信無線電信課程、医療衛生課程、車両整備課程、調理師課程、文書課程、自動車教習課程（普通、大型、大型牽引、バス）、その他（体育課程、倉庫管理課程、武器管理課程等）
- 業務中隊

### 定員
- 連隊の人員構成は、約590名の教官助教（多くは臨時勤務による原隊からの派遣）、約390名程度の訓練兵、約330名程度の志願者からなる。

## 主要装備
- GIAT BM92-G1
- FA-MAS
- 12.7mm重機関銃
- P4
- TRM 2000
- TRM 10000
- GBC 180